# PACE Theatre Company
PACE Theatre Company é uma companhia de teatro e instituição de caridade sem fins lucrativos, com sede em Paisley, na Escócia. Formado em 1988 por David Wallace, PACE tem quatro componentes principais: uma produção de teatro profissional e Theatre-in-education (TIE), PACE Youth Theatre, com mais de 2.000 membros; PACE Casting, uma agência de elenco que representa os membros do Youth Theatre; e PACE Media Productions, uma empresa de produção de mídia especializada em produções de vídeo educativo e dramática.

## Pantomima
Pantomimas - Ano por ano
- 2011 Snowhite
- 2010 Aladdin
- 2009 Sleeping Beauty
- 2008 Beauty & The Beast
- 2007 Cinderella
- 2006 Mother Goose
- 2005 Babes in the Wood
- 2004 Snow White
- 2003 Aladdin
- 2002 Sleeping Beauty
- 2001 Beauty & the Beast
- 2000 Hansel & Gretel
- 1999 Mother Goose
- 1998 Snow White
- 1997 Cinderella
- 1996 Jack & the Beanstalk
- 1995 Babes in the Magic Wood
- 1994 Aladdin
- 1993 Beauty & the Beast
- 1992 Hansel & Gretel
- 1991 Cinderella
- 1990 Snow White
- 1989 Aladdin
- 1988 Babes in the Wood
- 1987 A Christmas Carol